# Burgstall Martinsberg
Der Burgstall Martinsberg bezeichnet den Ort einer ehemaligen Adelsburg des Hochmittelalters östlich des Marktes Laaber im oberpfälzischen Landkreis Regensburg in Bayern. Der Burgstall war Stammsitz und Vorgängerburg der Herren von Laaber, die um 1200 ihren  Sitz nach der Burg Laaber verlegten. Die Anlage wird als Bodendenkmal unter der Aktennummer D-3-6937-0096 im Bayernatlas als „mittelalterlicher Burgstall“ geführt. 

## Geschichte
Auf den schroffen Felshängen über dem Labertal stand noch 1593 eine uralte Martinskirche. Über den namenlosen Burgstall gibt es keine historische Nachrichten, wahrscheinlich war sie die Stammburg der Herren von Laaber und Vorläuferin der um 1200 erbauten Burg Laaber. Sie stand über der seit dem frühen 11. Jahrhundert bekannten Königsstraße entlang des Tals der schwarzen Laber die die Königspfalzen in Regensburg, Nürnberg, Forchheim und Bamberg verband.
Wie die anderen frühen Burgen entlang der schwarzen Laber (Stifterfelsen, Egelsburg, Dirkelmühle und Eselburg) bestand ihre Hauptaufgabe wohl in Schutz und Kontrolle dieser wichtigen Fernstraße. Nach deren Verlagerung auf die Albhochfläche im späten 12. Jahrhundert verlor die Burg ihre Bedeutung.

## Beschreibung

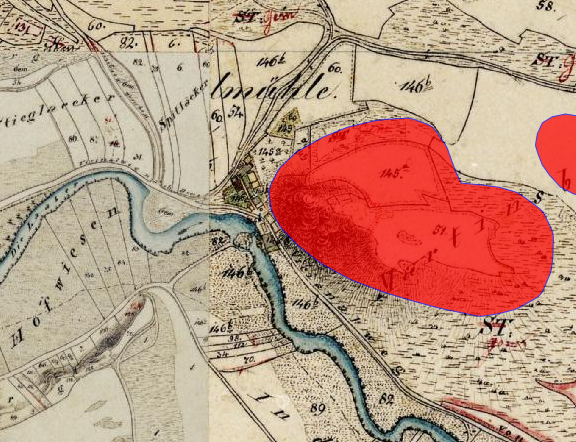
Lageplan des Burgstall Martinsberg auf dem Urkataster von Bayern

Die Außenmaße der Gipfelburg betrugen etwa 160 Meter Länge und bis zu 50 Meter Breite.
Die Vorburg ist zum Hinterland durch eine Hangstufe und einen großen nahezu halbrunden Wall mit einem bis zu 2,5 Meter tiefen Graben gesichert. Der Ostteil mit Wall und Graben liegt frei. Den westlichen Teil bedeckt ein Kiefernwäldchen.
Am Süd-Ost Hang wurde eine Zisterne angelegt, von der eine fast 4 Meter tiefe Schlucht erhalten ist.
Die Kernburg nahm die westliche Spitze des Martinsbergs ein und bietet einen landschaftlich besonders beeindruckenden Ausblick.
Bauten lassen sich auf dem rund 40 Meter langen und 17 Meter breiten Plateau nicht nachweisen.

## Wanderweg
Der Martinsberg liegt am Wanderweg „Burgensteig im Tal der schwarzen Laber“. Entsprechende Schilder kennzeichnen den Weg.

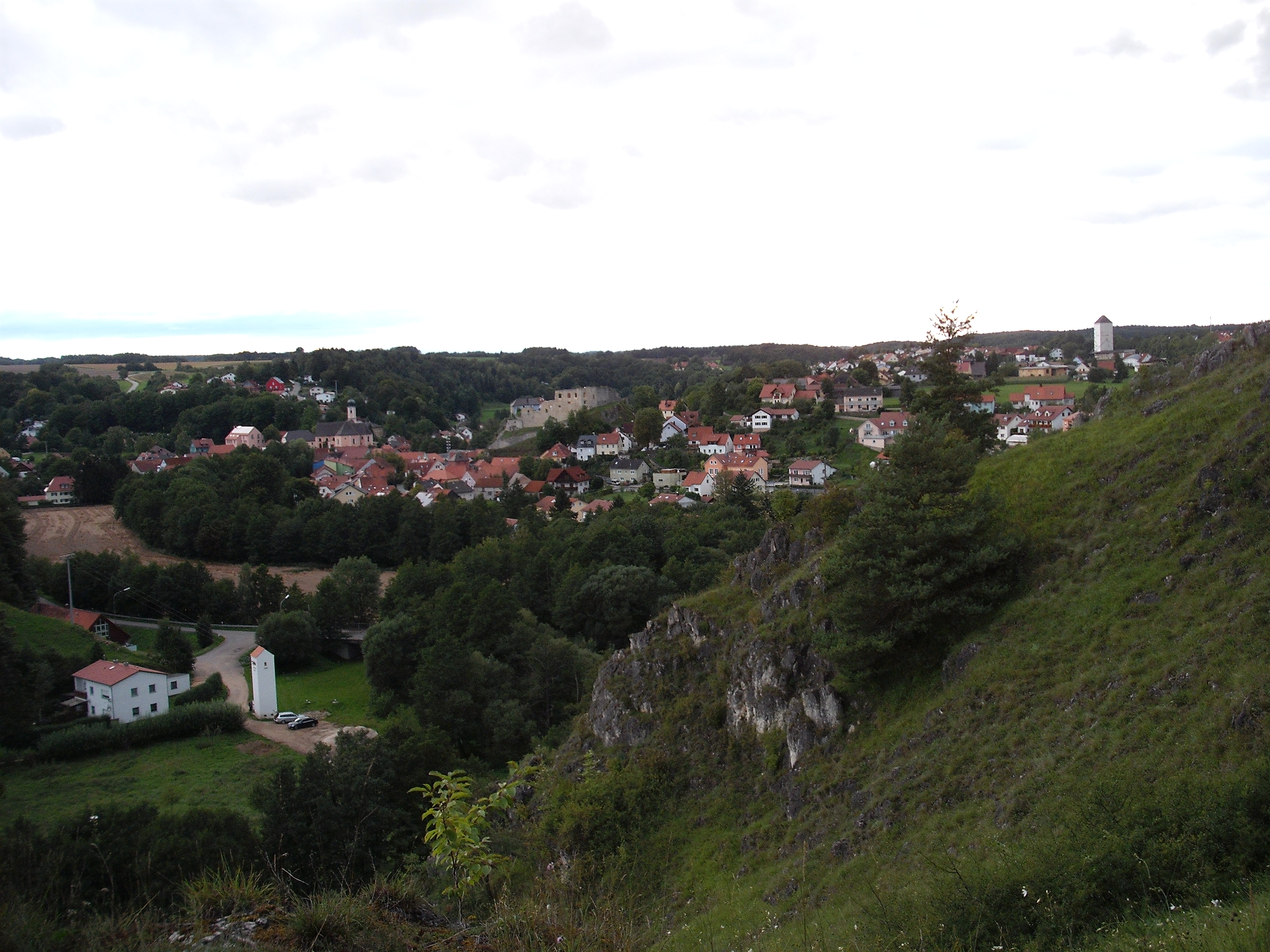
Blick auf Laaber mit der Burgruine im Zentrum
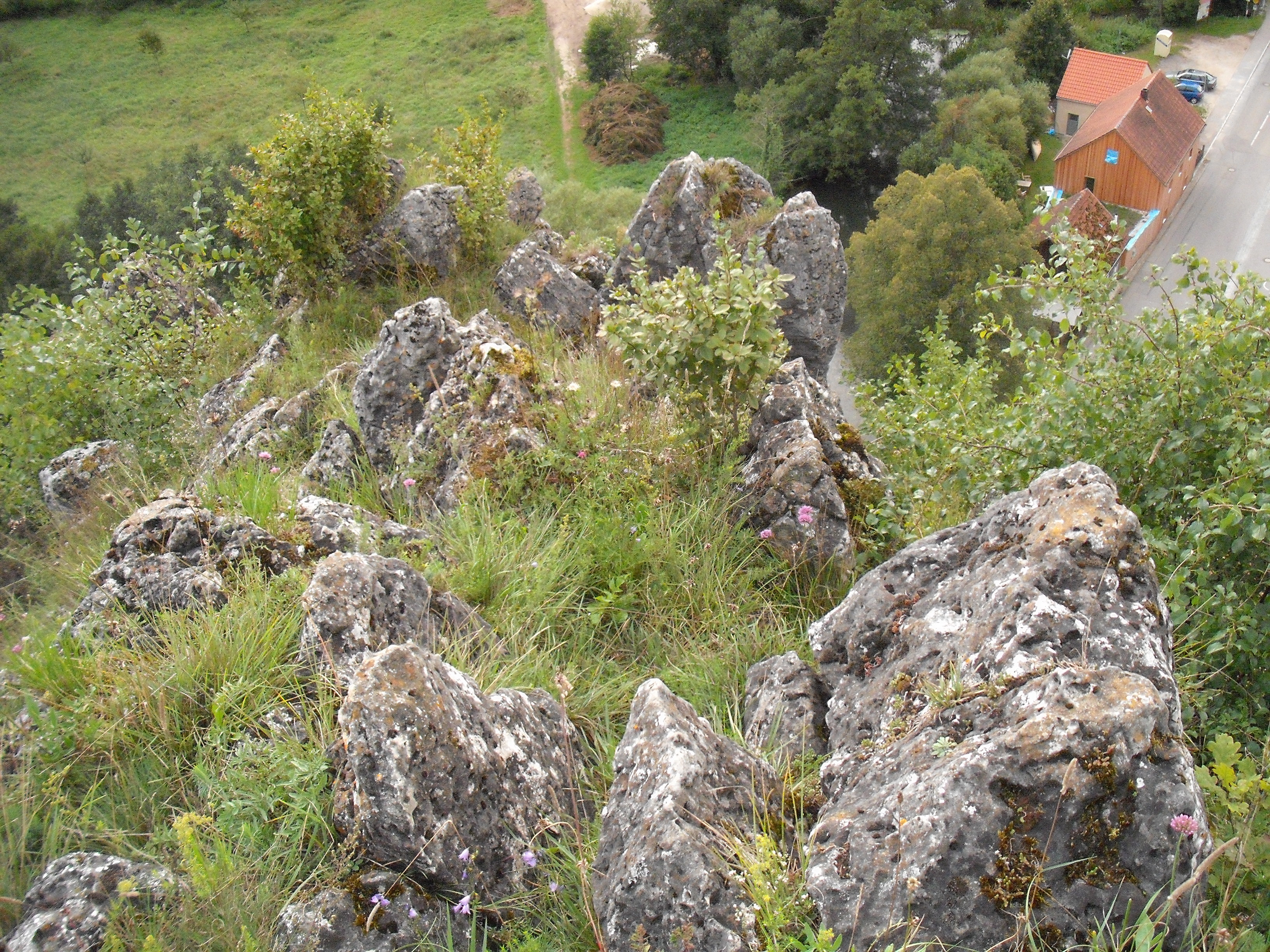
Felshang
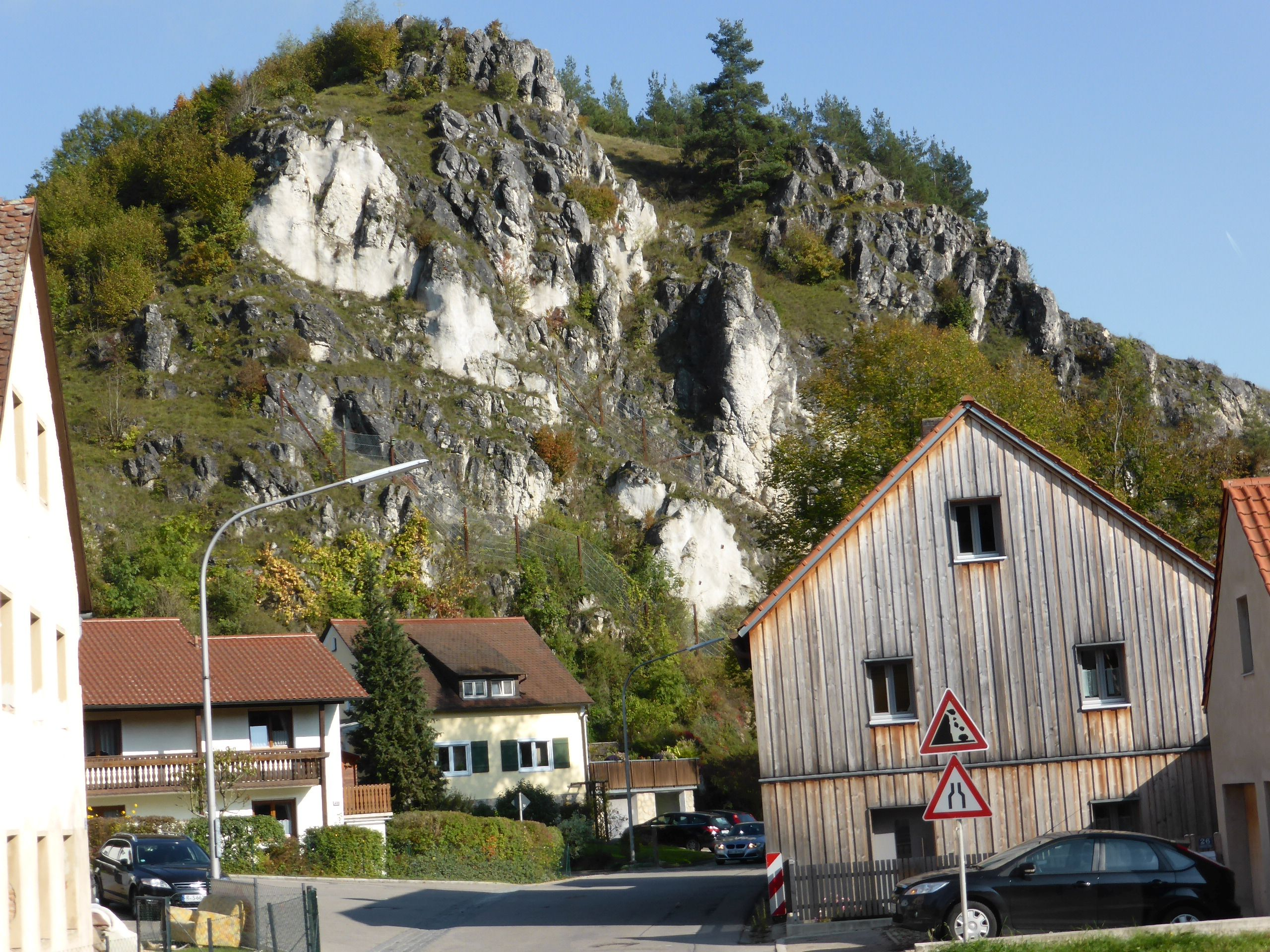
Blick auf den Martinsberg